# Staré Jesenčany
Staré Jesenčany là một làng thuộc huyện Pardubice, vùng Pardubický, Cộng hòa Séc.